# ГЕС Сіді-Салем
ГЕС Сіді-Салем — гідроелектростанція на півночі Тунісу. Станом на середину 2010-х найбільша ГЕС в країні.
Розташований у посушливій зоні (південна частина в межах пустелі Сахара) Туніс практично не має гідроенергетичних ресурсів. Проте зимові дощі приносять на північ країни доволі багато вологи, яку традиційно збирають за допомогою гребель для подальшого використання у сільському господарстві та водопостачання населення і промисловості. Одна з таких гребель — Сіді-Салем — зведена у 1977—1981 роках на річці Меджерда, яка бере початок в горах Тель-Атлас та впадає в Туніську затоку Середземного моря. Ця земляна споруда із глиняним ядром має висоту 73 метри, довжину 346 метрів та товщину по гребеню 9,5 метра. В процесі її спорудження здійснили земляні роботи в об'ємі приблизно 11 млн м3 (в т. ч. 4,5 млн м3 при відсипанні безпосередньо греблі) та використали 206 тис. м3 бетону. Довелось також перенести 28 км залізниці, оскільки внаслідок будівництва утворилась велика водойма площею поверхні 45 км2 та об'ємом 650 млн м3.
Однією зі споруд комплексу є гідроелектростанція, обладнана турбіною типу Каплан потужністю 33 МВт, що працює при напорі у 75 метрів та може виробляти біля 40 млн кВт-год електроенергії на рік.